# Cerville
Cerville település Franciaországban, Meurthe-et-Moselle megyében. Lakosainak száma 541 fő (2022. január 1.). Cerville Buissoncourt, Laneuvelotte, Lenoncourt, Pulnoy és Velaine-sous-Amance községekkel határos.

## Népesség
A település népességének változása:
| Lakosok száma | 158  | 449  | 493  | 580  | 585  | 576  | 566  | 562  | 560  | 541  |
|               | 1968 | 1982 | 1990 | 2006 | 2013 | 2015 | 2017 | 2019 | 2020 | 2022 |